# Illiberis shensiensis
Illiberis shensiensis es una especie de mariposa de la familia Zygaenidae.
Fue descrita científicamente por Alberti en 1954.